# Lissotis
Lissotis és un gènere d'ocells de la família dels otídids (Otididae). Aquests piocs salvatges habiten en sabanes de l'àrea afrotròpica.

## Taxonomia
Ambdues espècies eren incloses al gènere Eupodotis. Segons la classificació del Congrés Ornitològic Internacional (versió 2.5, 2010) aquest gènere conté dues espècies:
- sisó ventrenegre (Lissotis melanogaster).[3]
- sisó de Hartlaub (Lissotis hartlaubii).[4]